# Церковь Петра и Павла (Бохум)
Церковь Святых Петра и Павла (нем. Propsteikirche St. Peter und Paul ) — католический храм в городе Бохум в Германии. Является старейшей церковью города и входит в число 12-ти старейших церквей Вестфалии.

## История

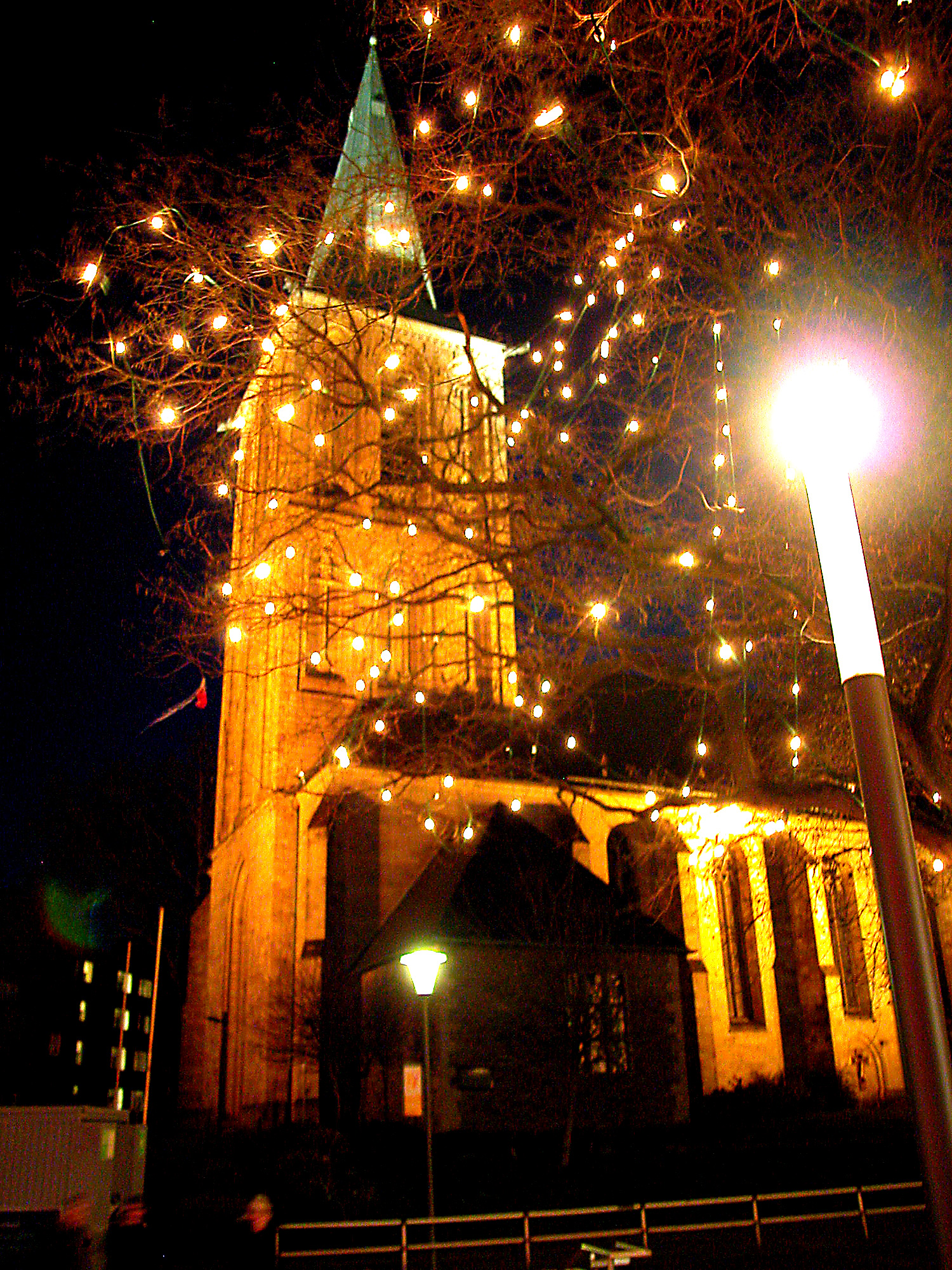
Церковь Петра и Павла

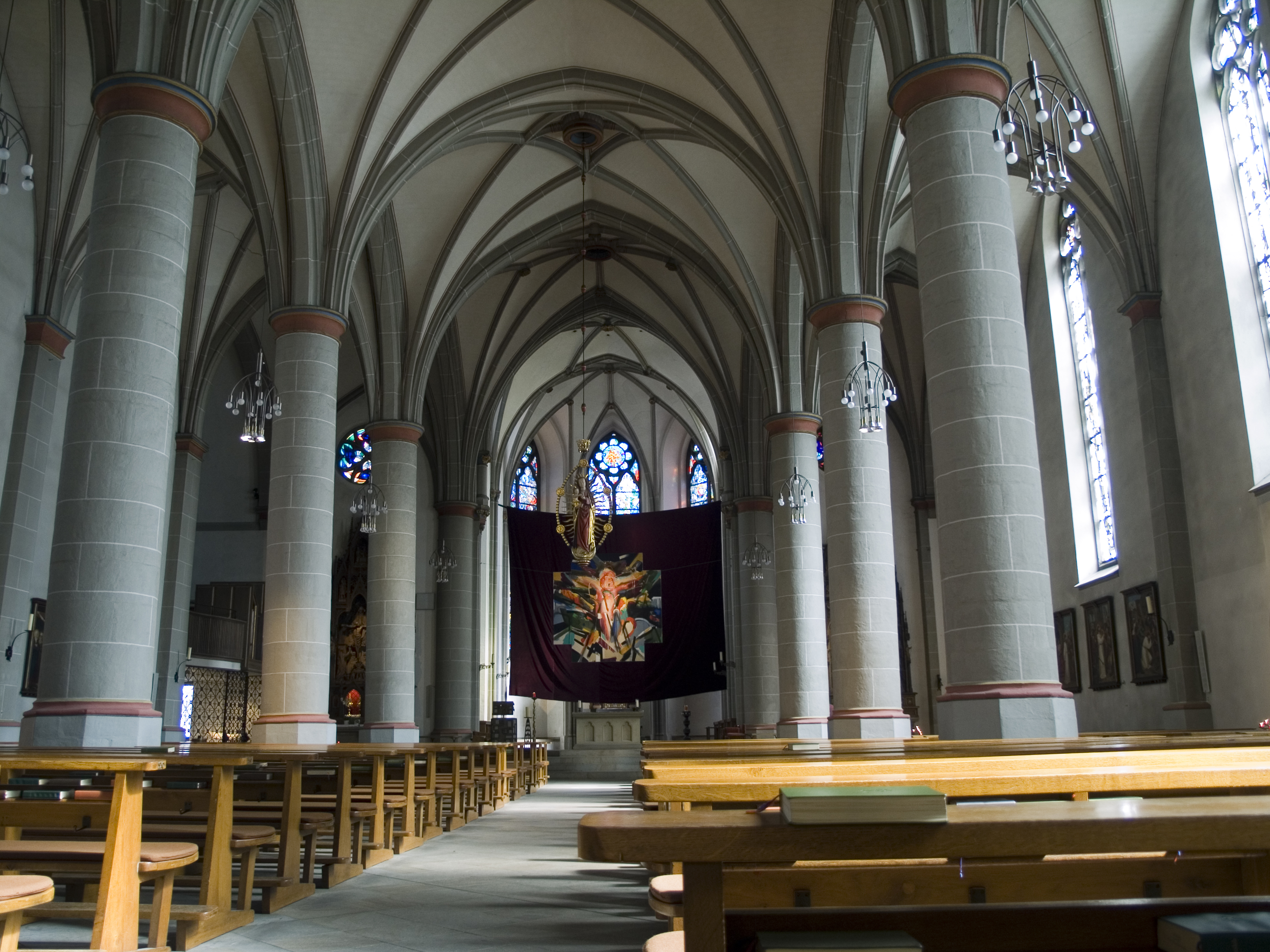
Интерьер церкви

Первая деревянная часовня на месте современной церкви была построена в период между 785—800 годами. В те годы на месте современного Бохума император Карл Великий основал имперский двор и при нём — христианскую миссию. Часовня была освящена, вероятно, в честь апостола Петра.
В XI веке церковь основательно реконструировали и расширили, сделав каменной. В 1517 году, во время крупного городского пожара, церковь сгорела. Восстановление происходило медленно и она была вновь отстроена только к 1536 году, а возведение новой колокольни завершено лишь в 1547 году. От прежней церкви романского стиля осталась только часть алтаря, а сама церковь отстроена в стиле поздней готики.
Своего наибольшего расцвета и влияния церковь достигла в начале XIX века. В 1806 году она считалась одной из крупнейших церквей Пруссии, насчитывавшей 50 тысяч прихожан.
Между 1872 и 1874 годами церковь была расширена за счёт добавления поперечного нефа, ризницы и изменения формы алтаря в пятиугольный, когда романский стиль был заменен на неоготический.
Второй большой пожар случился в 1920 году. Церковь была восстановлена в течение двух лет. В годы Второй мировой войны церковь была существенно разрушена, особенно в бомбардировки 1944 года. На этот раз восстановление происходило медленно и зятянулось с 1948 по 1959 год. Одновременно были реконструированы (продлены) боковые нефы и сооружены две новых внутренних часовни.
Одним из символов Бохума считается колокольня церкви, высотой 68 м. В ней размещается шесть стальных колоколов, отлитых в Бохуме.
В 2008 году численность прихода составляла 32 тысячи человек. Кроме служб на немецком языке, сформированные при церкви общины Хорватии и Польши проводят богослужения на своих национальных языках.

## Достопримечательности
Внутри церкви размещаются многочисленные религиозные предметы искусств. Среди них выделяются следующие:
- Романская купель 1175 года. Старинные рельефы крестильной купели изображают Рождество Христово, трёх святых волхвов, умерщвление детей по приказу Ирода, а также крещение и распятие Христа.
- Ковчег с частицами мощей святой мученицы Перпетуи и её служанки, мученицы Фелицитаты.
- Главный престол с фигурой Христа, выполненный в 1352 году.